# Златариця (Благоєвградська область)
Златариця — село у Болгарії. Розташоване у Благоєвградській області, підпорядковане громаді Белиця. Населення — 134 особи.

## Політична ситуація
Златариця підпорядкована безпосередньо громаді і не має свого кмета. Мер громади — Ібрахім Алі Палєв від Руху за права і свободи.

## Карти
- bgmaps.com[недоступне посилання з липня 2019]
- emaps.bg[недоступне посилання з червня 2019]
- Google